# Benton Seymour Rabinovitch
Benton Seymour Rabinovitch  (* 19. Februar 1919 in Montreal; † 2. August 2014) war ein kanadischer Physikochemiker.
Rabinovitch studierte an der McGill University mit dem Bachelor-Abschluss 1939 und der Promotion in Physikalischer Chemie 1942. Im Zweiten Weltkrieg war er Forschungschemiker in den Chemical Warfar Laboratories und untersuchte auch die vermutete Verwendung von chemischen Kampfstoffen auf Seiten der Deutschen. Als Post-Doktorand war er 1946/47 an der Harvard University. 1948 wurde er Assistenzprofessor und später Professor an der University of Washington. 1986 ging er in den Ruhestand und forschte am University College London.
Rabinovitch befasste sich mit chemischer Reaktionskinetik.
1984 erhielt er den Peter Debye Award. 1991 wurde er Ehrendoktor des Technion. Er war Mitglied der American Academy of Arts and Sciences und der Royal Society. 1961 erhielt er ein Guggenheim-Stipendium. Er war Gastprofessor in Harvard und in Oxford, am Technion und an der University of Arizona.
Er war einer der Herausgeber des Journal of the American Chemical Society und stand der Abteilung Physikalische Chemie der ACS vor.  Von 1975 bis 1985 gab er die Annual Reviews of Physical Chemistry heraus.
Er sammelte antiquarisches und modernes Silbergeschirr (ein Teil wurde im Victoria and Albert Museum ausgestellt) und untersuchte Antiquitäten aus Silber chemisch, woraus mehrere Monographien entstanden.